# Céphem

Structure de base des céphalosporines, à droite du noyau β-lactame on aperçoit clairement le cycle dihydrothiazine.

Structure de base des céphamycines.

Noyau β-lactame.

Les céphems constituent un sous-groupe d'antibiotiques bêta-lactamines qui comprennent les céphalosporines (des trois générations) et les céphamycines. En toute rigueur les oxacephems ne font pas partie des céphems.
Ils comportent un noyau céphème, c'est-à-dire que le noyau β-lactame est accolé à un cycle dihydrothiazine avec l'atome d'azote en commun.
Parmi les allergies reconnues aux antibiotiques de la famille des bêta-lactamines, des sensibilisations spécifiques au noyau céphème sont rapportées .